# Yvon Mézou
 (janvier 2012).
Si vous disposez d'ouvrages ou d'articles de référence ou si vous connaissez des sites web de qualité traitant du thème abordé ici, merci de compléter l'article en donnant les références utiles à sa vérifiabilité et en les liant à la section « Notes et références ».
Yvon Mézou, né le 30 janvier 1955 à Chambéry (Savoie), est un journaliste français. Il est le directeur de la rédaction du quotidien 20 minutes de juillet 2009 à janvier 2013.

## Biographie
En 1994, il rejoint Le Bien public-Les Dépêches à Dijon comme directeur de la rédaction. En 1995, il ouvre, pour le quotidien bourguignon, l'un des premiers sites d'informations sur le net de la presse quotidienne.
En 1999, il est recruté par Le Parisien-Aujourd'hui en France (groupe Amaury) comme rédacteur en chef chargé des éditions de la nuit et rejoint l'équipe de direction autour de Christian de Villeneuve et Jacques Espérandieu. Il participe à la fin de la même année au lancement de l'édition du dimanche du Parisien.
En 2003, il est nommé rédacteur en chef et directeur de la réalisation des deux titres, met en œuvre une nouvelle organisation du travail entre rédaction et métiers techniques, et contribue au lancement en 2004 de l'édition dominicale d'Aujourd'hui en France.[Interprétation personnelle ?]
En 2006 et 2007, Yvon Mézou exerce comme consultant presse pour le compte d'une société franco-américaine et intervient dans plusieurs dossiers de relance éditoriale ou des projets de création et de nouvelles formules de presse quotidienne.[Interprétation personnelle ?] En 2008, il reprend L’Auvergnat de Paris, menacé de faillite, et tente de relancer l’hebdomadaire professionnel, l’un des plus vieux titres de la presse française. La crise de la publicité met un terme, un an plus tard, à la reprise du journal.

## Directeur de la rédaction de 20 minutes
En juillet 2009, le quotidien gratuit 20 minutes l’appelle comme directeur de la rédaction. Yvon Mézou arrive dans un journal dont la situation économique est en berne et la rédaction en crise. Il réorganise la rédaction et les méthodes de travail. Il remplace les traditionnels secrétaires de rédaction par des éditeurs spécialisés, supprime l'abonnement à l'agence France-Presse, créé un pôle de Publishing au sein de la rédaction pour développer de nouveaux supports éditoriaux et un pôle « Planète et développement durable » et prépare la fusion des rédactions print et web.[réf. souhaitée]
Yvon Mézou accompagne le développement de 20 minutes en multipliant par trois le nombre de villes françaises desservies par le quotidien gratuit et en passant d’une diffusion de 770 000 à un million d’exemplaires chaque jour. En mars 2011, 20 minutes devient ainsi le premier quotidien de France avec 2,7 millions de lecteurs chaque jour.

## Audiovisuel
Yvon Mézou coanime en 2010[réf. souhaitée] l’émission Face à nous, avec Michel Grossiord, sur la chaîne Public Sénat et coanime depuis novembre 2010[réf. souhaitée] avec Clarisse Vernhes (RFI) Mardi politique, l’émission politique de Radio France internationale, en partenariat avec Le Point et France 24.

## Entrepreneuriat
Fin 2005, Yvon Mézou se consacre à un projet personnel et concrétise un vieux rêve. Il se lance début 2006 dans la restauration et ouvre dans le 17e arrondissement de Paris un établissement qu’il confie à une équipe de professionnels.[Interprétation personnelle ?] Yvon Mézou et ses collaborateurs en font l’un des restaurants de la « bistronomie ».